# Aleksander Tybel
Aleksander Tybel (ur. 1889 w Radomiu, zm. 1908 tamże) – polski działacz socjalistyczny, z zawodu garbarz.

## Życiorys
Pracował jako garbarz, zaangażował się w działalność frakcji bojowej Polskiej Partii Socjalistycznej. Brał udział w protestach i manifestacjach skierowanych przeciwko caratowi i w obronie robotników. W 1907 uczestniczył w budowie podkopu pod radomskie więzienie, co miało umożliwić oswobodzenie uwięzionych tam socjalistów. Został wraz z innymi pochwycony, aresztowany przez żandarmerię i skazany na śmierć. Wyrok wykonano na początku 1908.
Jest patronem ulicy w Radomiu.